# Нортчейз (Північна Кароліна)
Нортчейз (англ. Northchase) — переписна місцевість (CDP) в США, в окрузі Нью-Гановер штату Північна Кароліна. Населення — 3842 особи (2020).

## Географія
Нортчейз розташований за координатами 34°18′28″ пн. ш. 77°52′39″ зх. д. / 34.30778° пн. ш. 77.87750° зх. д. (34.307823, -77.877488).  За даними Бюро перепису населення США в 2010 році переписна місцевість мала площу 4,55 км², з яких 4,48 км² — суходіл та 0,07 км² — водойми.

## Демографія
Згідно з переписом 2010 року, у переписній місцевості мешкало 3747 осіб у 1554 домогосподарствах у складі 958 родин. Густота населення становила 823 особи/км².  Було 1644 помешкання (361/км²).
Расовий склад населення:
| - 78,6 % — білих - 15,3 % — чорних або афроамериканців - 1,7 % — азіатів - 0,7 % — корінних американців - 1,3 % — осіб інших рас |

До двох чи більше рас належало 2,4 %. Частка іспаномовних становила 4,2 % від усіх жителів.
За віковим діапазоном населення розподілялося таким чином: 22,1 % — особи молодші 18 років, 65,1 % — особи у віці 18—64 років, 12,8 % — особи у віці 65 років та старші. Медіана віку мешканця становила 36,0 року. На 100 осіб жіночої статі у переписній місцевості припадало 89,8 чоловіків;  на 100 жінок у віці від 18 років та старших — 83,4 чоловіків також старших 18 років.
Середній дохід на одне домашнє господарство  становив 55 705 доларів США (медіана — 43 913), а середній дохід на одну сім'ю — 55 746 доларів (медіана — 52 848). Медіана доходів становила 50 911 долар для чоловіків та 37 865 доларів для жінок. За межею бідності перебувало 13,3 % осіб, у тому числі 21,0 % дітей у віці до 18 років та 4,7 % осіб у віці 65 років та старших.
Цивільне працевлаштоване населення становило 1641 особа. Основні галузі зайнятості: роздрібна торгівля — 18,3 %, освіта, охорона здоров'я та соціальна допомога — 17,7 %, науковці, спеціалісти, менеджери — 15,5 %, мистецтво, розваги та відпочинок — 13,5 %.